# Självplock

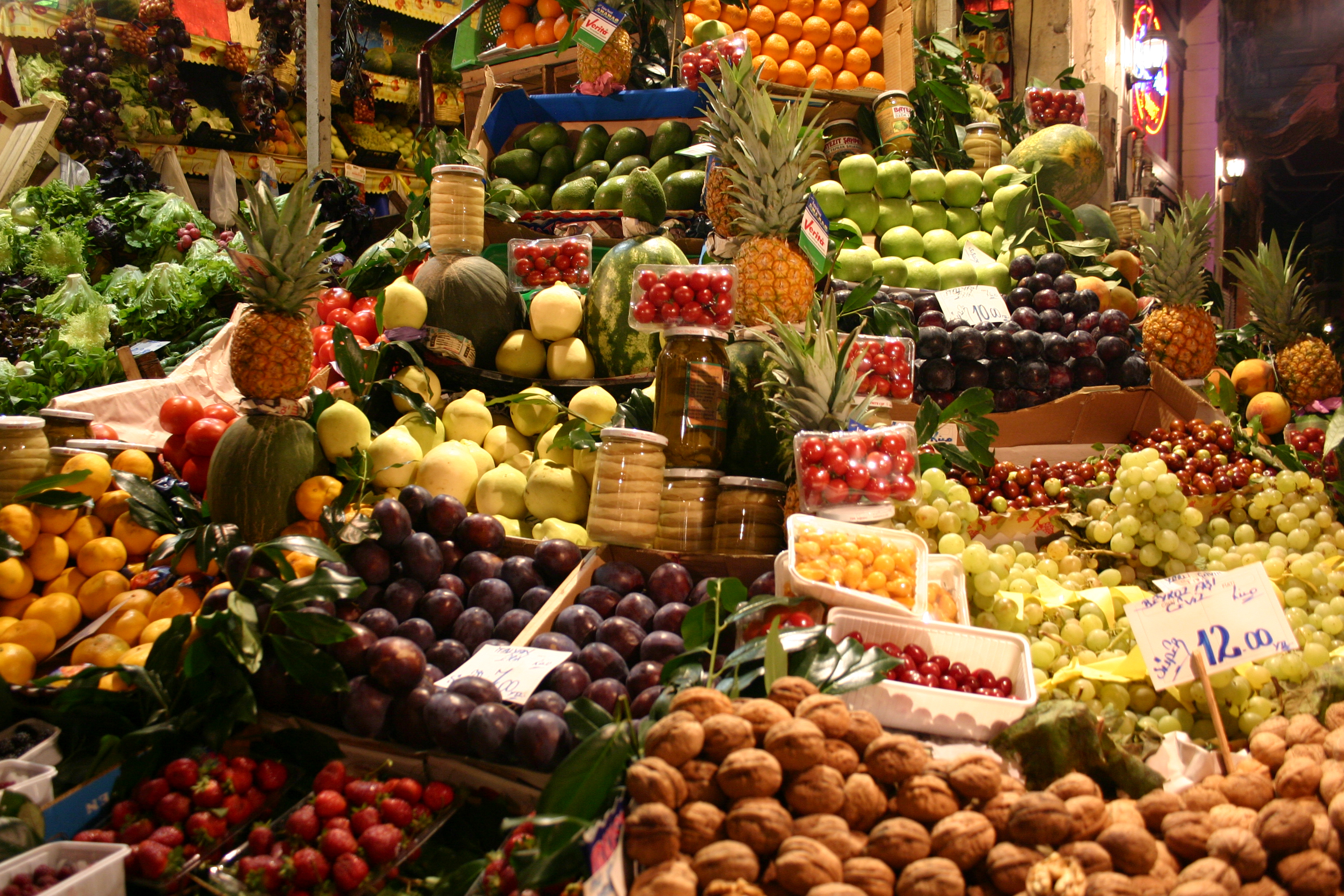
Frukt och grönsaker som säljs i lösvikt.

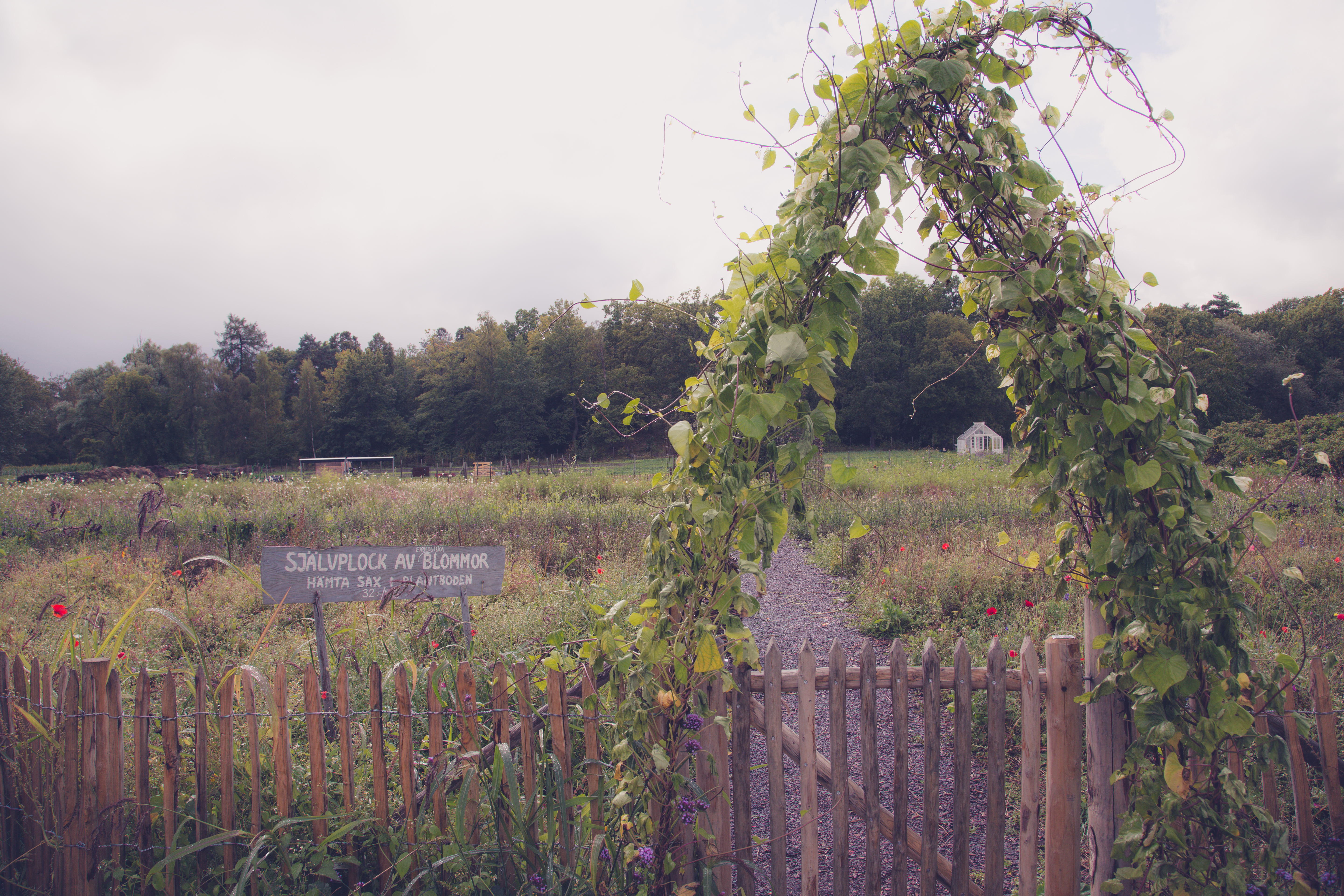
Självplock av blommor i Rosendals trädgård i Stockholm.

Självplock är ett begrepp inom försäljningsbranschen som innebär att kunden inte tar färdiga förpackningar, utan själv fyller lämplig förpackning med önskad vara. Ofta syftar självplock på att kunden plockar varorna vid själva odlingen. Lösvikt innebär att varorna säljs antingen per styck, vikt eller volym. Lösvikt behöver dock inte nödvändigtvis vara självplock.
Lösvikt är vanligt förekommande vid försäljning av frukt, grönsaker och te. Särskilt i Norden är det vanligt att godis säljs i lösvikt.
Det finns några butiker som är helt inriktade på att sälja varor i lösvikt för att minimera soporna, exempelvis Original Unverpackt i Berlin, Unpackaged i London och Gram i Malmö. Då kan kunden ta med sina egna återanvändningsbara behållare som vägs före och efter köp.
Odlare erbjuder ofta självplock, vilket innebär att kunden själv får plocka önskad mängd direkt från odlingen. I Sverige är jordgubbar vanligt förekommande som självplock i sammanhanget. Andra exempel är frukter, grönsaker och rotfrukter, till exempel potatis. Eftersom tillgång kan variera beroende på exempelvis väderlek är det bra att kontrollera den lokala tillgången innan man besöker en självplock.

## Galleri

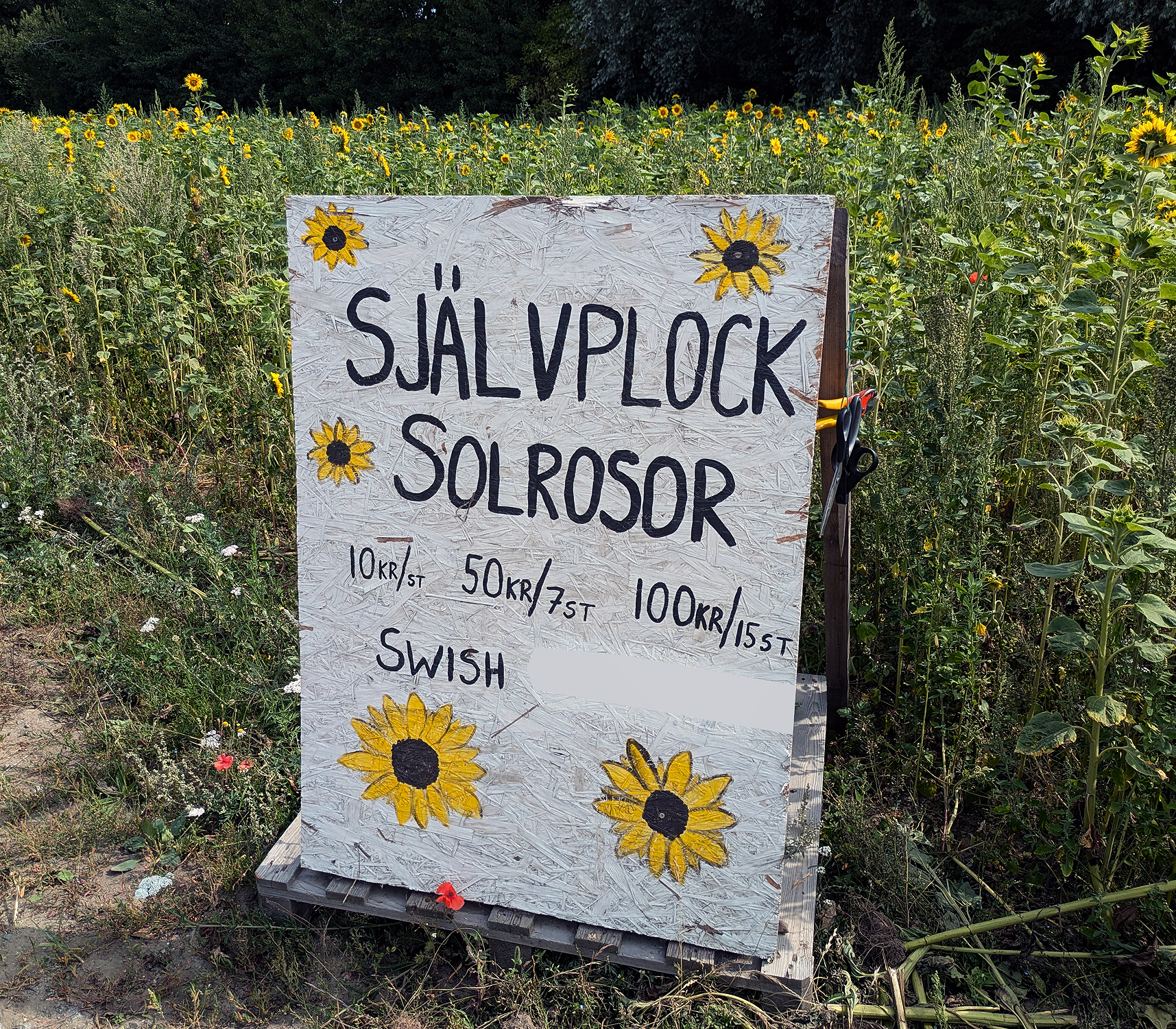
Skylt om självplockning av solrosor på en åker i Köpingebro 2025.
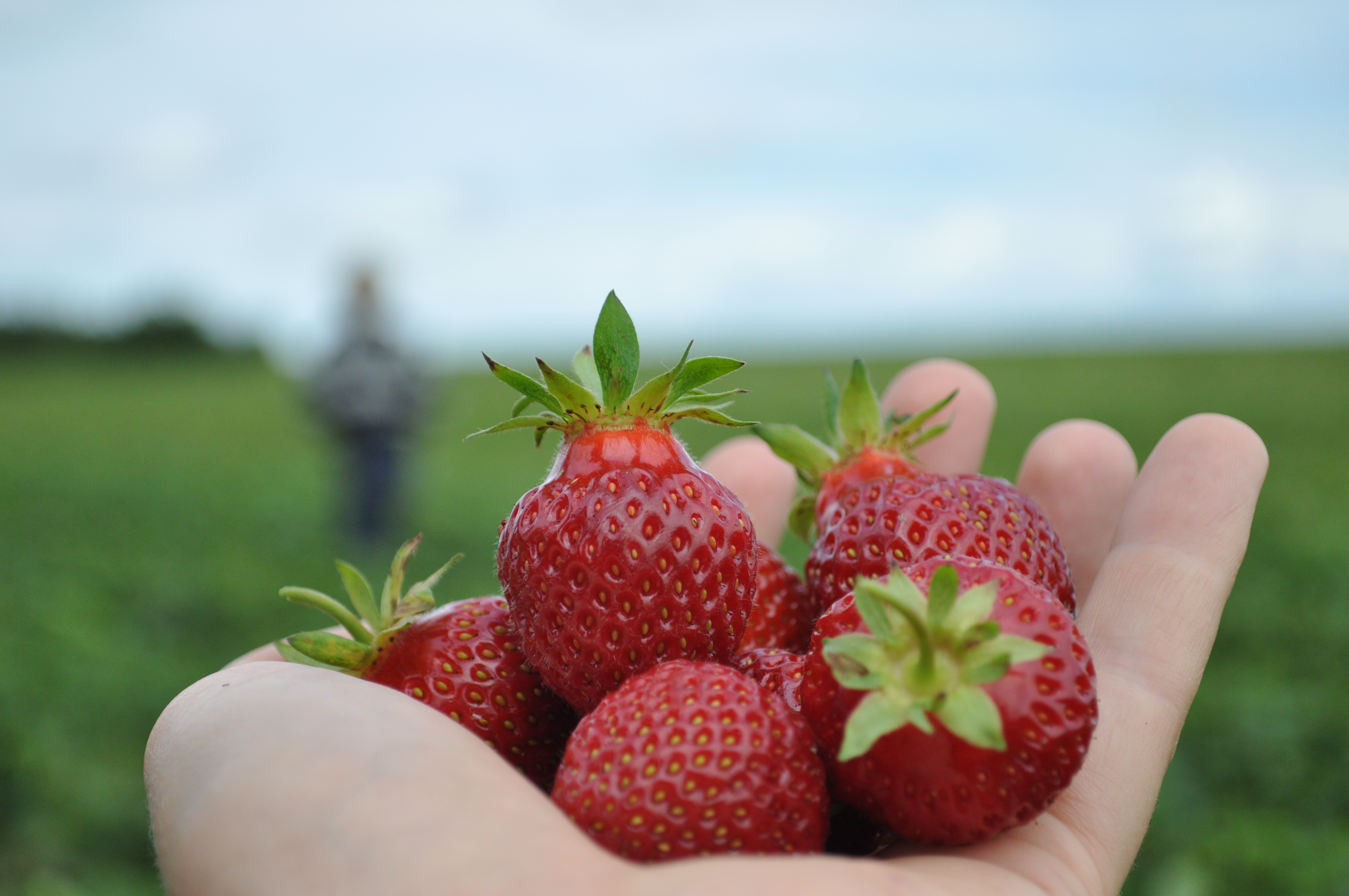
Självplock av jordgubbar i Flädie 2010.